# Virginia Gibson
Virginia Gibson, nacida Virginia Gorski, (San Luis, Misuri, 9 de abril de 1925 - Newtown, Pensilvania, 25 de abril de 2013) fue una actriz, bailarina y cantante estadounidense.
Gibson apareció en varias películas y series de televisión. Su papel más conocido en el cine fue el de Liza, una de las novias de la película Siete novias para siete hermanos (1954). Desde principios de la década de 1960 hasta principios de la de 1970 presentó junto a Frank Buxton (y más tarde, Bill Owen), el programa documental para niños de la ABC-TV Discovery.
Virginia Gibson murió en Newtown (condado de Bucks, Pensilvania, EE. UU.) a los 88 años de edad.